# The Fighting Grin
The Fighting Grin er en amerikansk stumfilm fra 1918 af Joseph De Grasse.

## Medvirkende
- Franklyn Farnum som Billy Kennedy
- Edith Johnson som Margie Meredith
- J. Morris Foster som Harold De Vanderveer
- Charles Hill Mailes som Otis Kennedy
- Fred Montague som Amos Meredith